# Jesús María Coronado Caro
Jesús María Coronado Caro S.D.B. (Ciénega, Colombia, 18 de enero de 1918-Bogotá, 31 de diciembre de 2010) fue un prelado católico colombiano.

## Biografía
Coronado Caro fue ordenado sacerdote el 31 de agosto de 1947 del orden religioso de los Salesianos de Don Bosco. Fue designado prefecto de la Ariari el 19 de enero de 1964 y como obispo de la Diócesis de Girardot el 10 de febrero de 1973 por el papa Pablo VI. Su ordenamiento como obispo fue el 24 de marzo de 1973. Fue asignado como obispo de Diócesis de Duitama-Sogamoso el 30 de julio de 1981 por el papa Juan Pablo II, quien le aceptó la renuncia el 21 de junio de 1994. Coronado murió víctima de una afección cardiopulmonar la noche del 31 de diciembre de 2010 en Bogotá.